# Observatoire de la haine en ligne
L'observatoire de la haine en ligne est un observatoire, rattaché à l'Autorité de régulation de la communication audiovisuelle et numérique (Arcom) depuis janvier 2022, et anciennement au Conseil supérieur de l'audiovisuel (CSA). Il vise à mesurer et étudier la haine en ligne en France. Il est institué par l'article 16 de la loi contre les contenus haineux sur internet promulguée le 24 juin 2020.

## Historique
En mars 2018, lors du dîner du Conseil représentatif des institutions juives de France (CRIF), le président de la République Emmanuel Macron annonce confier une mission pour lutter plus efficacement contre la haine, le racisme et l'antisémitisme sur internet à l'écrivain franco-algérien Karim Amellal, à Gil Taïeb, vice-président du CRIF, et à Laetitia Avia, députée de Paris (LREM). Ils remettent leur rapport au Premier ministre Édouard Philippe le 20 septembre 2018, lequel contient vingt propositions opérationnelles destinées à endiguer la haine sur internet et à réguler davantage les plateformes dans ce domaine. La recommandation 17 est de créer un observatoire de la cyber-haine afin de se doter d’outils statistiques permettant de mieux connaître la haine en ligne, d’en comprendre les modalités de surgissement, les mécanismes de propagation, les espaces où elle se diffuse le plus aisément. Les rapporteurs suggèrent de mettre en place un « baromètre mensuel et de publier chaque année un rapport sur les principales tendances des discours de haine telle qu’ils se manifestent sur Internet, en particulier sur les réseaux sociaux les plus importants ».
En février 2019, Emmanuel Macron annonce que le rapport et les propositions co-rédigés par Karim Amellal, Laetitia Avia et Gil Taïeb donneront lieu à une loi pour lutter contre la haine sur internet. La proposition de loi — soutenue par la LICRA,, Respect Zone, SOS homophobie et SOS Racisme — est déposée le 20 mars 2019 à l'Assemblée nationale par la députée Laetitia Avia.
Lors de l'examen dans l'hémicycle de la proposition de loi relative à la lutte contre la haine sur interne, de nombreux députés (Caroline Abadie, Éric Bothorel, Nicolas Démoulin, Frédérique Dumas, Stéphane Peu, Frédéric Reiss) saluent l'idée de créer un observatoire. Toutefois la députée Isabelle Florennes rappelle le souhait du MoDem de rationaliser les agences publiques et les instances consultatives nationales et que les missions pouvaient être confiées à un observatoire existant, par exemple l'observatoire des discriminations ou l'observatoire des inégalités. Les députés Raphaël Gérard et Philippe Dunoyer émettent le souhait d'inclure des acteurs associatifs et des chercheurs ultramarins à la composition du futur observatoire,. Le rapporteur de la commission des lois du Sénat, Christophe-André Frassa, propose de rattacher cet observatoire au CSA tout en rappelant la crainte de la commission des lois pour les rapports et les « comités Théodule »,. Le sénateur Jean-Pierre Corbisez abonde dans ce sens en rappelant son hostilité pour les « millefeuilles composés de nombreux observatoires, comités ou commissions dont l’effet sur la vie de nos concitoyens a été faible, voire parfois nul ». N'estimant pas la création d'un observatoire justifiée, il propose de confier ces missions aux autorités de régulation existantes.
La proposition de loi controversée est adoptée par l'Assemblée nationale en première lecture le 3 juillet 2019 puis en seconde lecture le 13 mai 2020 avant d'être quasiment entièrement censurée par le Conseil constitutionnel dans sa décision rendue le 18 juin 2020. Il subsiste néanmoins l'article 16 de la loi visant à lutter contre les contenus haineux sur internet qui prévoit la création de l'observatoire. Peu de temps après, le CSA arrête la composition de l'observatoire et organise la première réunion le 23 juillet,.

## Fonctionnement et missions
Le CSA fixe la composition et les missions de l'observatoire. Les membres sont nommés pour deux ans. L'observatoire est présidé par le président du CSA.
L'observatoire a pour missions :
- Analyser et quantifier les contenus relatifs à la haine en ligne ;
- Œuvrer à améliorer la compréhension du phénomène en suivant son évolution ;
- Partager les informations des différents acteurs concernés, publics et privés.

## Composition
La composition de l'observatoire, déterminée par le CSA le 8 juillet 2020, est publiée au Journal officiel le 24 juillet,. L'observatoire comprend 42 organisations et 7 personnalités qualifiées :

### Collège des opérateurs
- Dailymotion
- Facebook
- Google
- LinkedIn
- Microsoft
- Qwant
- Snapchat
- TikTok
- Twitch
- Twitter
- Wikimedia France
- Yubo

### Collège des associations
- Association française pour le nommage Internet en coopération (Afnic)
- Civic Fab
- Conseil représentatif des institutions juives de France (CRIF)
- e-Enfance
- Génération numérique
- Inter-LGBT
- La Quadrature du Net
- Ligue des droits de l'homme
- Ligue internationale contre le racisme et l'antisémitisme (LICRA)
- Observatoire du conspirationnisme
- Point de contact
- Renaissance numérique
- Respect Zone
- SOS homophobie
- SOS Racisme
- STOP Homophobie
- Institute for Strategic Dialogue

### Collège des administrations
- Commission nationale consultative des droits de l'homme (CNCDH)
- Conseil national consultatif des personnes handicapées (CNCPH)
- Conseil national du numérique (CNNum)
- Défenseur des droits (DDD)
- Délégué interministériel à la lutte contre le racisme, l'antisémitisme et la haine anti-LGBT (DILCRAH)
- Haut Conseil à l'égalité entre les femmes et les hommes (HCE)
- Ministère de la Culture : Direction générale des Médias et des Industries culturelles (DGMIC)
- Ministère de l'Éducation nationale, de la Jeunesse et des Sports
- Ministère de l’Europe et des Affaires étrangères : ambassadeur du numérique Henri Verdier
- Ministère de l'Intérieur : Plateforme d'harmonisation, d'analyse, de recoupement et d'orientation des signalements (PHAROS)
- Ministère de la Justice : Direction des affaires criminelles et des grâces (DACG)
- Ministère de la Santé : Direction générale de la cohésion sociale (DGCS)

### Collège des chercheurs
- Charlotte Denizeau, maître de conférences en droit public à l'Université Paris 1 Panthéon-Sorbonne
- Jérôme Ferret, maître de conférences en sociologie à Université Toulouse 1 Capitole et membre associé au CADIS (EHESS-CNRS)
- Divina Frau-Meigs, professeure en sciences de l'information et de la communication et en langues et littératures anglaises et anglo-saxonnes à l'Université de Paris III
- Hasna Hussein, docteure de l'Université libanaise et de l'Université de Bordeaux, chercheuse associée au Centre Émile Durkheim et à l'Observatoire des Radicalisations (FMSH-EHESS), directrice de l'Association de prévention de l'extrémisme violent
- Virginie Julliard, professeure en sciences de l'information et de la communication au Celsa-Sorbonne Université
- Frédéric Regent, maître de conférences à l’université Paris 1 Panthéon-Sorbonne
- Dominique Taffin, archiviste paléographe, conservatrice générale du patrimoine et directrice générale de la Fondation pour la mémoire de l'esclavage

## Groupes de travail
Le 15 octobre 2020, l'observatoire de la haine en ligne s'est doté de quatre groupes de travail :
- Réflexion autour de la notion de contenus haineux ;
- Amélioration de la connaissance du phénomène des contenus haineux ;
- Analyse des mécanismes de diffusion et des moyens de lutte ;
- Prévention, éducation et accompagnement des publics.